# Erich Vontobel
Erich Vontobel (1959, 5 marzo) è un politico svizzero dell'Unione Democratica Federale (UDF). Dal 2023 è membro del Consiglio nazionale per il Canton Zurigo.

## Biografia
Da maggio 2012 è membro del Gran Consiglio del Canton Zurigo. Presentatosi alle elezioni federali del 2023, venne eletto Consigliere nazionale per il Canton Zurigo con 9 390 voti, trentaseiesimo tra i candidati eletti più votati del cantone.